# Gabriel Almond
Gabriel Almond (Rock Island, 12 de enero de 1911-Pacific Grove, 25 de diciembre de 2002) fue un politólogo estadounidense muy reconocido por su trabajo pionero sobre la política comparada, el desarrollo y la cultura política.

## Biografía
Gabriel Almond era hijo de inmigrantes rusos y ucranianos.
Cursó sus estudios de pregrado en la Universidad de Chicago, en esa misma universidad en 1938 recibió el grado de doctor en Ciencia Política. 
Fue profesor de Ciencia Política en:
- La Universidad de Yale (1947-1951 y 1959-1963)
- La Universidad de Princeton (1951-1959)
- La Universidad de Stanford (1963-1967)

Se desempeñó también como consultor de organismos gubernamenteales de su país (incluido el Departamento de Estado). Su influencia no se limita sus publicaciones (cuenta con 18 libros editados), fue Presidente del Committee on Comparative Politics des Social Science Research Council(entre 1965-1966). La mayor asociación de politólogos del mundo en 1981 le otorga el premio James Madison por la distinguida contribución de su carrera a la ciencia política.